# Jevhenija Kononenko
Jevhenija Kononenko (* 1959 Kyjev, Ukrajina) je ukrajinská spisovatelka a překladatelka.
Píše romány, povídky, novely, eseje, je také autorkou básnické sbírky a knížky pro děti. Překládá hlavně z francouzštiny, za překlad antologie francouzských sonetů získala cenu Mykoly Zerova. Je členkou Národního svazu spisovatelů a Národní asociace ukrajinských spisovatelů. Za své dílo obdržela několik cen.

## Život a dílo
Vystudovala matematicko-strojní fakultu Kyjevské univerzity a francouzskou filologii na Kyjevském institutu cizích jazyků. Je odbornou spolupracovnicí Ukrajinského centra kulturních studií. Překládá z francouzštiny a angličtiny, v roce 1993 se stala laureátkou ceny Mykoly Zerova za překlad antologie francouzských sonetů. Do literatury vstoupila jako překladatelka, známá je především jako autorka prozaických textů. Hlavní téma jejích knih je současná žena a její problémy.
Její první prozaické texty byly uveřejněny v časopise Současnost (Sučasnisť), v roce 1997 vydala básnickou sbírku Vals peršoho snihu, poté vycházely knihy povídek Kolosalnyj sjužet (1998), Novely dlja necilovanych divčat (2005), Poviji tež vychoďať zamiž (2004), Zustrič u San-Francysko (2006). Její povídky byly uveřejněny v ukrajinských antologiích Teksty ,1995,1997 a Pryvatna kolekcija. Objevily se také v cizojazyčných sbírkách, například From Three Worlds (1996), Two Lands, New Visions (1998), Ukrajinski književni huligani (2002). V roce 2015 Český rozhlas natočil její povídku Telefonická elegie, v témže roce představila v Brně v rámci Měsíce autorského čtení několik svých povídek a v této souvislosti byly do češtiny přeložena povídka Poslední přání (Ostannje bažannja, 2014). Povídka Silonky byla uveřejněna roku 2008 v antologii ukrajinských spisovatelů Expres Ukrajina, druhá antologie Ukrajina, davaj, Ukrajina! vyšla v roce 2012 s jejími povídkami Tři světy a Pět minut něžností . V roce 2009 vyšla autorčina kniha Knyharňa „Šok“.
V roce 2017 poskytlo České literární centrum v Praze spisovatelce tvůrčí stipendium. Na Filozofické fakultě Univerzity Karlovy vystoupila s přednáškou Poezie Euromajdanu Pobytem v Česku byla inspirována kniha novel Prazka chimera (2019).
Eseje vyšly v knize Herojini ta heroji, 2010. V roce 2001 vyšla kniha pro děti Infantaziji: Za motyvamy poeziji Kloda Rua.
Román ZRADA made in Ukraine vyšel v roce 2002, o rok později Nostalhija, v roce 2004 román Imitacija. Román Bez mužyka vyšel v roce 2005, román Žertva zabutoho majstra v roce 2007. Román Katovo poslední přání z roku 2015 vyšel v češtině roku 2020.